# 华益慰
华益慰（1933年—2006年8月12日），男，天津人，中国医学家，原北京军区总医院外科主任，首届全国道德模范，感动中国年度人物，白求恩奖章获得者。